# Dzieciuki
Dzieciuki (произносится как Дзецюки) — белорусская фолк-панк-группа, основанная в 2012 году в Гродно. Исполняет песни на белорусском языке в основном на историческую тематику. По итогам 2014 года получила премию «Герои года» от музыкального портала «Тузін Гітоў». Периодически выступления группы подвергаются запретам.

## История группы
Группа была образована в Гродно в 2012 году участниками групп «КальЯн» и «Людзі на балоце». Почти сразу музыканты выпустили мини-альбом из четырёх песен. Первый полноценный альбом группы вышел в феврале 2014 года под тем же названием что и предыдущая работа — «Гарадзенскі гармідар» (с бел. — «Гродненское толпотворение»). Часть текстов альбома была посвящена белорусским повстанцам разных времён: калиновцам, балаховцам, «лесным братьям». Песня «Сумнае рэгі» была о массовых расстрелах в Куропатах и Хатыни. В плане звучания критики нашли музыку похожей на ирландский панк. Материал альбома критиковали за некоторую «сыроватость» и «неровность». По мнению музыкального критика Сергея Будкина группа стала любимцами публики по той причине, что заняла нишу национальноориентированного панка, которая пустовала. Презентация альбома прошла в Минске в клубе Re:Public, однако следующий концерт в Бресте был отменён местным отделением КГБ. Затем музыканты отправилась с гастролями в Польшу, Германию, Чехию, Словакию и Австрию.
В 2014 году исполнилось 45 лет группе «Песняры» и музыкальным порталом «Тузін Гітоў» была организована запись трибьют-альбома «Re:Песняры». Современные белорусские музыканты должны были записать свои версии песен «Песняров». Dzieciuki приняли участие в проекте и записали композицию «А хто там ідзе?». Эта песня на стихи Янки Купалы считается раритетной, так как никогда не издавалась и была записана «Пяснярами» специально для фильма «Раскиданное гнездо» (1982). Позже композитор, народный артист Республики Беларусь и автор оригинальной музыки к этой песне Сергей Кортес пригласил музыкантов исполнить её в Белгосфилармонии на официальном праздничном вечере по случаю своего 80-летия.
В середине ноября 2014 года в поле недалеко от Заславля музыканты снимали видеоклип на песню «Хлопцы-балахоўцы». После завершения съёмок на место приехал автозак с ОМОНом и увёз всю съёмочную группу из 18 человек в отделение милиции. По словам милиционеров их вызвал местный житель, которого напугали вооружённые люди. Музыканты действительно были вооружены различными муляжами и были одеты в военную форму времён Гражданской войны. Музыкантам также было объявлено, что на проведение съёмок нужно иметь разрешение, без которого их действия считаются несанкционированной акцией. Задержанные были опрошены и отпущены спустя 3 часа. Отснятый материал сотрудники милиции забрали на 10 дней «для выяснения содержания».
Музыкальный портал «Тузін Гітоў», который по итогам года ежегодно присуждает награды в номинациях «Открытие года» и «Герои года», назвал «Героями года-2014» группу Dzieciuki.
В начале 2016 года вышел второй альбом группы — «Рэха» (с бел. — «Эхо»). В отличие от предыдущего этот альбом был полностью посвящён исторической тематике. Звукорежиссёром выступил Андрей Бобровко, работающий с группой Brutto. Критики единогласно отметили творческий рост группы. Конрад Ерофеев отдельно выделил юмор, который обычно не свойственен белорусскому национальноориентированному року. Концерт-презентация нового альбома в Минске отменялась и переносилась три раза. В конце концов идеологическое управление Мингорисполкома потребовало тексты песен группы, а после приняло решение не разрешать концерт по причине «экстремизма». В течение 2016 года неоднократно выступали в Польше с совместными концертами с группой Brutto.
Также в начале 2016 года Dzieciuki приняли участие в международном трибьюте «Tribute To The Pogues» посвящённом англо-ирландской фолк-панк-группе The Pogues, которые считаются основателями кельтик-панка. Для альбома была записана композиция «Не саскочу!» (белорусская версия песни «Streams of Whiskey»).
25 марта 2017 года принимали участие в съёмках программы Belsat Music Live на канале БелСат.
В октябре 2017 года исполнилось 80 лет со дня расстрелов 29 октября 1937 года НКВД более сотни деятелей белорусской культуры. Портал «Тузін Гітоў» подготовил трибьют-альбом «(Не) расстраляная паэзія», куда вошли песни на стихи убитых поэтов. Dzieciuki приняли участие в проекте и записали песню «Бунтар» на стихотворение Михася Чарота.
27 апреля 2019 года группа Dzieciuki презентовала видеоклип на песню «Калі над лугам бусел праляцеў» из готовящегося нового альбома. Видео было снято в польской деревне Чарна Бухта на границе Польши, Литвы и Белоруссии. На следующий день 28 апреля в минском клубе Re:Public прошёл большой сольный концерт группы. Это был первый за последние три года сольный концерт группы Dzieciuki, разрешённый в Минске. На концерте музыканты презентовали и песни из нового альбома. Сам альбом под названием «Радыё „Harodnia“» должен был выйти в эти же дни, однако по техническим причинам релиз был перенесён на начало осени. Альбом стал доступен для прослушивания 2 сентября. Павел Трублин, один из вокалистов группы, после завершения работы над записью альбома покинул коллектив, чтобы начать работать над сольным проектом. Его место занял Влад Бернат.
17 февраля 2023 года группа выпустила мини-альбом «Зямля, агонь ды вада». Мини-альбом состоит из трёх песен. Одна песня посвящена Тадеушу Рейтану, другая — Всеславу Чародею, а третья — кавер-версия ирландской баллады «The Fields of Athenry». Перевод последней на белорусский язык выполнил литератор Андрей Хаданович.

## Состав
- Денис Жиговец — тексты
- Влад «Дяденька» Бернат — вокал (с 2018)
- Алесь Денисов — тексты, вокал, банджо, акустическая гитара, бэк-вокал
- Лёха Пудин — гитара
- Андрей Пудин — гитара
- Андрей «Питон» Петко — бас, бэк-вокал
- Николай «Колямба» Поляков — аккордеон, тамбурин, бэк-вокал
- Саня «Сыр» Сыроежко — барабаны
- Александр «Барабан» Ратько — барабаны (с 2019)

### Бывшие участники
- Павел «Трабл» Трублин — вокал, волынка, бэк-вокал (2012—2018)

## Дискография
- 2012 — «Гарадзенскі гармідар» (мини-альбом)
- 2014 — «Гарадзенскі гармідар»[2]
- 2016 — «Рэха»[13]
- 2019 — «Радыё „Harodnia“»
- 2023 — «Зямля, агонь ды вада» (мини-альбом)

### Участие в сборниках
- 2014 — «Re:Песняры» (песня «А хто там ідзе?»)
- 2016 — «Tribute To The Pogues» (песня «Не саскочу!»)
- 2017 — «(Не) расстраляная паэзія» (песня «Бунтар»)

### Видеоклипы
- 2014 — «Ладзьдзя роспачы»
- 2014 — «Лясныя браты»
- 2014 — «Сумнае рэгі»
- 2014 — «Хлопцы-балахоўцы»
- 2016 — «Эпілог»
- 2016 — «Тадэвуш Касьцюшка» (совместно с польской группой Hańbа)
- 2019 — «Калі над лугам бусел праляцеў»